# Mindee Mayfield
Mindee Mayfield (ur. 1963 w Northville) – amerykańska kolarka torowa, dwukrotna medalistka mistrzostw świata.

## Kariera
Pierwszy sukces w karierze Mindee Mayfield osiągnęła w 1987 roku, kiedy podczas mistrzostw świata w Wiedniu zdobyła brązowy medal w indywidualnym wyścigu na dochodzenie. W wyścigu tym uległa jedynie swej rodaczce Rebecce Twigg oraz Francuzce Jeannie Longo. W tej samej konkurencji ponownie zdobyła brązowy medal na rozgrywanych rok później mistrzostwach świata w Gandawie, tym razem przegrywając tylko z Brytyjką Sally Hodge oraz Szwajcarką Barbarą Ganz. Ponadto Mayfield zdobyła trzy tytuły mistrzyni USA w indywidualnym wyścigu na dochodzenie (w latach: 1987, 1988 i 1989). Nigdy jednak nie startowała na igrzyskach olimpijskich.